# Gévaudani fenevad
A gévaudani szörny (franciául: La Bête du Gévaudan) egy rejtélyes állat, amely 1764 és 1767 között Gevaudan francia tartományban (a mai Lozère megye) embereket támadott meg. A támadások 1764 és 1767 között zajlottak, 113 áldozat esett a vadállat prédájául, többségük nő és gyermek. A szörnyeteget többször is látták, ám máig nem sikerült azonosítani, hogy milyen állat is lehetett.
A szemtanúk leírásai alapján a szörny egy nagyméretű, farkasszerű lény volt, vöröses bundával, fekete csíkokkal a hátán, és nagy, éles fogakkal. Egyes szemtanúk szerint a szörnynek sörénye is volt, és testét páncélszerű bőrréteg borította. Más leírások szerint a lénynek hiénaszerű foltjai, oroszlánszerú farka és kutyaformájú feje volt.
A szörny pontos kiléte máig rejtély. A lehetséges magyarázatok a következők:
- Farkas: A legvalószínűbb magyarázat szerint a szörny egy nagyméretű, embereket megtámadó farkas volt. A farkasok abban az időben gyakoriak voltak Franciaországban, és ismert volt, hogy időnként embereket is megtámadtak. A szörny mérete és viselkedése is összhangban van a farkasokkal.
- Hibrid: Egyesek szerint a szörny egy farkas és egy kutya vagy más állat hibridje volt. Ez megmagyarázná a szörny szokatlan méretét és kinézetét.
- Idegen faj: Vannak, akik azt feltételezik, hogy a szörny egy ismeretlen fajhoz tartozott. Ez a magyarázat kevésbé valószínű, de nem zárható ki teljesen.

A szörnyet végül 1767-ben Jean Chastel vadász ölte meg. Chastel egy ezüstgolyót használt, amelyet állítólag a saját szentelt gyöngyéből olvasztott. A szörny megölése után a támadások megszűntek.
A gévaudani szörny legendája máig élénken él a francia folklórban. A szörny számos könyv, film és tévéműsor témája volt. A szörny története rávilágít az emberi félelem erejére, és arra, hogy a félelem hogyan torzíthatja a valóságot.
- A szörny 1764-es támadása egy 14 éves lány ellen volt az első dokumentált haláleset.
- A szörny áldozatainak száma 113 és 210 között lehetett.
- A szörnyet Jean Chastel lőtte le egy ezüstgolyóval.
- A szörny legendája számos könyv, film és televíziós műsor témája volt.